# Tom Veitch
Tom Veitch (26 settembre 1941 – Bellows Falls, 18 febbraio 2022) è stato un fumettista statunitense, famoso soprattutto per i suoi contributi alla serie della Dark Horse Comics su Guerre stellari, in particolare Star Wars: Dark Empire e Le cronache dei Jedi.
Per la DC Comics Veitch scrisse Animal Man insieme a due serie Elseworlds su Kamandi e un vecchio Superman.

## Biografia
Tom Veitch fu uno dei contributori principali del movimento fumettistico underground di fine degli anni sessanta e primi anni settanta. La sua collaborazione con l'artista Greg Irons agli inizi degli anni '70 (il team creativo noto come "GI/TV") comprende titoli come Legion of Charlies e molti altri famosi fumetti underground come Skull Comix e Slow Death Funnies.
Altre opere di Veitch sono The Light and Darkness War, realizzato con Cam Kennedy (della Marvel Comics), The Nazz, realizzato con Bryan Talbot, Clash realizzato con Adam Kubert, e My Name Is Chaos realizzato con  John Ridgway (tutti pubblicati dall DC). 
Tom Veitch pubblicò anche novelle sperimentali: The Luis Armed Story (Full Court Press, 1978); Eat This! (Angel Hair Books, 1974); e Antlers in the Treetops, scritta con il poeta Ron Padgett (Coach House Press, 1970). Una collezione delle sue poesie, con una postfazione di Allen Ginsberg, intitolata Death College and Other Poems, fu pubblicata nel 1976 da Big Sky Books di Bill Berkson
Morì all'età di 80 anni, a causa di complicazioni da COVID-19. La notizia del decesso fu annunciata dal fratello Rick Veitch, pure lui fumettista.